# Alfonso Ugarte y Vernal

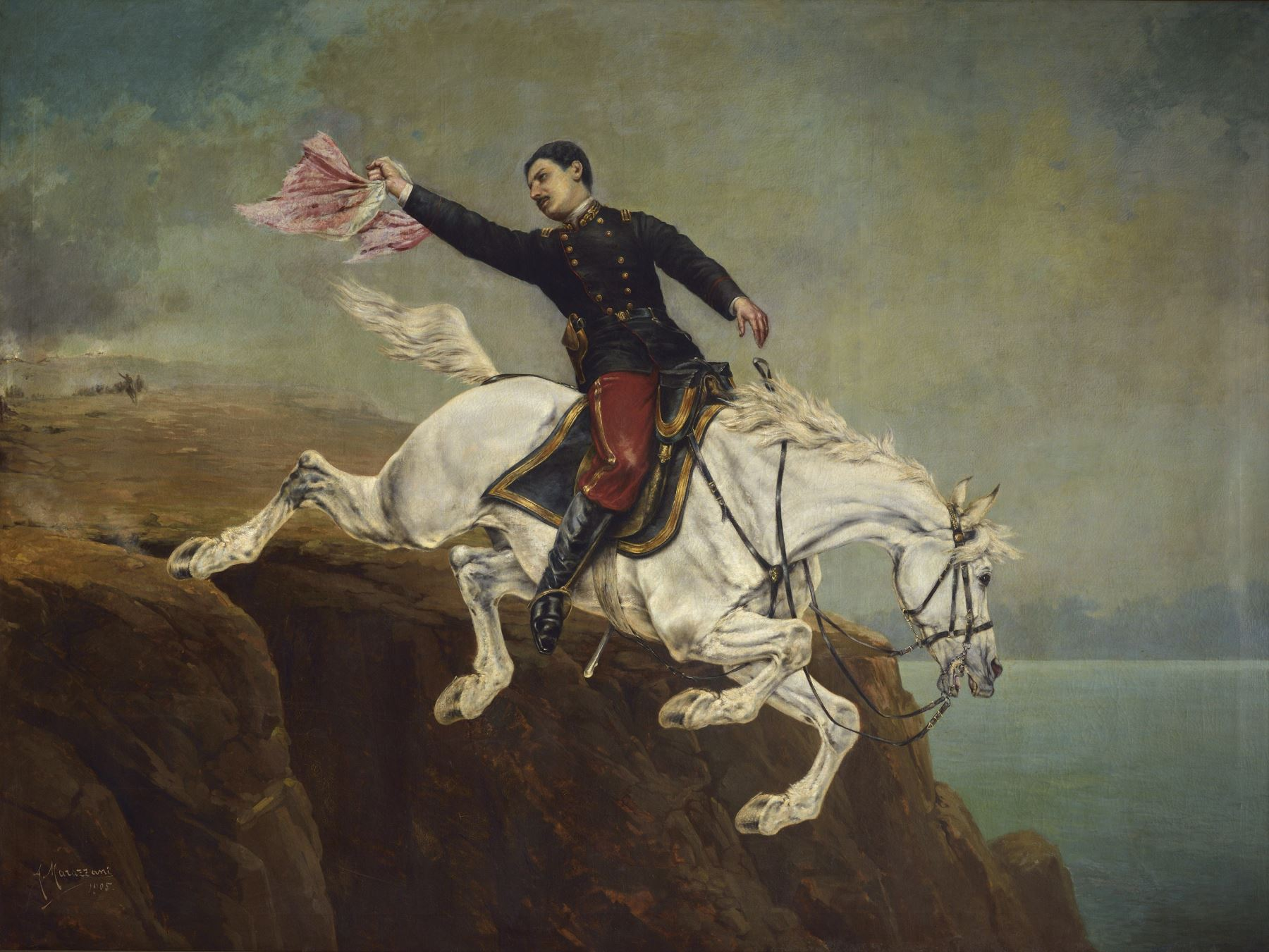

Alfonso Ugarte y Vernal (ur. 13 lipca 1847 w Tarapaca, zm. 7 czerwca 1880 w Arica) – oficer peruwiański, pułkownik.
Urodził się jako syn kupca Narcisio Ugarte i Rosy Vernal. Młodość spędził w chilijskim Valparaiso, do Peru wrócił w 1868 roku osiadając w Iquique. W 1876 roku został wybrany burmistrzem tego miasta.
Po wybuchu wojny o saletrę zorganizował na swój koszt batalion Iquique N° 1 złożony z 429 żołnierzy i 36 oficerów. Na jego czele brał udział w bitwie pod Tarapaca, gdzie został ranny. Następnie dowodził 8 dywizjonem podczas obrony Arica. W czasie bitwy skoczył na koniu ze skały nie chcąc oddać powierzonego mu sztandaru oddziałom chilijskim.
Stał się jednym z bohaterów narodowych Peru, symbolem patriotyzmu i męstwa.